# 塔里寒之战
塔里寒之战，成吉思汗十六年（1221年）夏，蒙古第一次西征中，蒙古帝国军队在塔里寒（也称塔里干、塔里堪、塔力坚，今阿富汗北部塔利甘）进行的攻坚战。
塔里寒山中有你讷思来忒忽城堡，地势险峻，城堡坚固，守军多而勇敢，粮草充足，可以长期坚守。蒙古河中之战结束，成吉思汗命拖雷率兵先渡阿姆河攻呼罗珊，亲率大军南下进攻忒耳迷（今乌兹別克斯坦东南部捷尔梅兹北），10日破城。屠城后，派一部兵力抄掠巴达哈伤（今阿富汗东北部兴都库什山脉以北地区），主力在阿姆河北岸驻冬。1221年初，成吉思汗率军渡过阿姆河，经巴里黑城（薄克，今阿富汗北部马扎里里夫西），到达塔里寒。成吉思汗先派人诏谕投降，守军拒降。蒙古军四面包围，守军奋战不休，双方激战6个月不下。成吉思汗下令造木架、运土成丘，与城堡同高，驱俘虏与签军为第一梯队攻城，守军不支，全部突围，骑兵逃到山上逃脱，步兵全部被歼。一共经历7个月，攻克城堡。成吉思汗下令毁堡后，在塔里寒山麓驻夏避暑。